# 桐原久
桐原 久（きりはら ひさし、1925年3月17日-1987年1月1日）は、元南日本放送代表取締役社長。元同局アナウンサー、マーケティング理論家、元鹿児島経済大学講師。

## 経歴
- 鹿児島県鹿児島市生まれ。
- 陸軍航空士官学校（58期）[1]、神戸大学卒業。
- 1953年9月に放送開始前のラジオ南日本へ入社（同期に田口晶、平山武光）。
- 1963年時点で役員室次長・企画担当部長。
- 1965年に「『テレビ視聴率の予測』『生活レベルの判定』その理論と実例－多次元解析による数量化理論の適用－についての研究」で同僚とともに第4回足立賞を受賞。
- 「放送における公共性計量化へのアプローチ試論」で1974年に日本広告学会賞を受賞。
- 1976年6月23日より取締役、1980年6月17日より常務、1984年6月28日より専務、1986年6月27日より1987年1月1日の死去まで代表取締役社長。

## アナウンサー時代の担当番組
- 青年団座談会
- 郷土あれこれ
- 私の好きな言葉
- 南国太平記

## 著書
- 特攻に散った朝鮮人